# Fondant
Fondant je kuhan in tehnološko obdelan sladkor v prahu. Različne okuse in barve dobijo z dodajanjem barvil in arom. Uporabljajo ga kot polnilo za bombone in čokolado.